# Château des Moulières
 (janvier 2023).
- Si vous ne connaissez pas le sujet, laissez ce bandeau (vous pouvez alors contacter les auteurs).
- Si vous supprimez le contenu mis en cause (vous pouvez préalablement contacter les auteurs),

argumentez précisément cette suppression dans la page de discussion
(un manque de référence n'est pas un argument ; une recherche réelle de référence doit avoir été effectuée, être formellement documentée).
Le château des Moulières, situé sur la commune de Saint-Pompain (Deux-Sèvres), est inscrit partiellement aux monuments historiques par arrêté du 29 mars 1971. Sa construction remonte au XVIIe siècle.

## Histoire
Il appartint longtemps à la famille de Brach, patronyme peut-être dérivé de l'allemand Brack, assez répandu en Alsace et en Lorraine ; une localité de Gironde porte ce nom.
Pierre de Brach, sieur de la Motte-Montussan (Bordeaux, 1547 - Montussan, 1604) fils de Bernard, procureur au parlement de Bordeaux, fut un avocat, poète et éditeur ami de Guillaume du Bartas, Pierre de Ronsard et Michel de Montaigne. Anobli en 1571, il acquit la maison noble de la Mothe-Montussan, où il mourut. En 1577, il obtient l'office de conseiller du roi et la charge de contrôleur en la chancellerie de Bordeaux grâce à la faveur de Marguerite de Navarre. En 1584, il est le premier traducteur de l’Aminte du Tasse en France. 
Des historiens locaux présument que certains membres de cette famille furent impliqués dans le « commerce triangulaire » sous l'Ancien Régime, du fait de la proximité des ports de La Rochelle et de Nantes ; plus tard, Marc de Brach, qualifié en 1811 de « légitimiste  bon teint », devint maire de la commune. 
Louis et Marie-France Garaud (née Quintard) l'ont acquis vers 1970, époque où une vente mobilière eut lieu sur place ; des archives ont été transférées aux AD de la Vendée ; d'autres documents épars, — apparemment dérobés autrefois sur place, puis réapparus fortuitement dans le commerce local —, furent versés aux AD des Deux-Sèvres (don Bourdet).